# Puchar Europy w Biegu na 10 000 metrów 2010
14. Puchar Europy w Biegu na 10 000 metrów – zawody lekkoatletyczne, które odbyły się w Marsylii na francuskim wybrzeżu Morza Śródziemnego w sobotę 5 czerwca 2010.

## Rezultaty

### Mężczyźni
| Konkurencja          | 1. miejsce              | 1. miejsce  | 2. miejsce        | 2. miejsce | 3. miejsce           | 3. miejsce |
| -------------------- | ----------------------- | ----------- | ----------------- | ---------- | -------------------- | ---------- |
| Indywidualnie bieg A | Mohamed Farah           | 27:28,86 PB | Abdellatif Meftah | 28:12,83   | José Manuel Martínez | 28:13,82   |
| Indywidualnie bieg B | Arkadiusz Gardzielewski | 28:44,19    | Licinio Pimentel  | 28:57,95   | Youssef El Kalai     | 29:11,39   |

### Kobiety
| Konkurencja   | 1. miejsce    | 1. miejsce | 2. miejsce         | 2. miejsce | 3. miejsce   | 3. miejsce |
| ------------- | ------------- | ---------- | ------------------ | ---------- | ------------ | ---------- |
| Indywidualnie | Inès Monteiro | 31:13,58   | Sabina Mockenhaupt | 31:23,86   | Sara Moreira | 31:26,55   |